# Alpaida marta
Alpaida marta Levi, 1988 è un ragno appartenente alla famiglia Araneidae.

## Etimologia
Il nome della specie deriva dal nome della catena montuosa colombiana nei pressi della quale sono stati rinvenuti gli esemplari: la Sierra Nevada de Santa Marta.

## Caratteristiche
L'esemplare femminile rinvenuto ha dimensioni: cefalotorace lungo 1,9 mm, largo 1,5 mm; il primo femore misura 2,1 mm e la patella e la tibia circa 2,4 mm.

## Distribuzione
La specie è stata rinvenuta nella Colombia settentrionale: sulla Sierra Nevada de Santa Marta, nel dipartimento di Magdalena.

## Tassonomia
Al 2015 non sono note sottospecie e dal 1988 non sono stati esaminati nuovi esemplari.